# Nikołaj Antropow
Nikołaj Aleksandrowicz Antropow, także Nik Antropov, ros. Николай Александрович Антропов (ur. 18 lutego 1980 w Ust-Kamienogorsku, Kazachska SRR) – kazachski hokeista, reprezentant Kazachstanu, olimpijczyk. 

## Kariera
- Torpedo Ust-Kamienogorsk (1996–1998)
- Dinamo Moskwa (1998–1999)
- St. John’s Maple Leafs (1999, 2001–2002)
- Toronto Maple Leafs (1999–2004, 2005–2009)
- Ak Bars Kazań (2004)
- Łokomotiw Jarosław (2004–2005)
- New York Rangers (2009)
- Atlanta Thrashers (2009–2011)
- Winnipeg Jets (2011–2013)
- Barys Astana (2012–2013, 2013-2015)

Wychowanek Torpedo Ust-Kamienogorsk. W drafcie NHL z 1998 został wybrany przez Toronto Maple Leafs. Wieloletni zawodnik tego klubu. Podczas gry w Toronto uzyskał obywatelstwo kanadyjskie. Od 2011 roku zawodnik innego kanadyjskiego klubu, Winnipeg Jets. Od września 2012 do stycznia 2013 roku na okres lokautu w sezonie NHL (2012/2013) związany kontraktem z kazachskim klubem, Barys Astana. Następnie rozegrał z Jets skrócony sezon NHL, po czym w sierpniu 2013 został na stałe zawodnikiem Barysu, podpisując dwuletni kontrakt.
Uczestniczył w turniejach mistrzostw świata w 1998, 2014 oraz zimowych igrzysk olimpijskich 2006.
W trakcie kariery określany pseudonimem Antro.

## Sukcesy
Klubowe
- Złoty medal mistrzostw Kazachstanu: 1997, 1998 z Torpedo Ust'-Kamienogorsk
- Brązowy medal mistrzostw mistrzostw Rosji: 1999 z Dinamem Moskwa, 2005 z Łokomotiwem
- Mistrzostwo Dywizji NHL: 2000